# Tribuna coberta
La Tribuna coberta és un element arquitectònic eclèctic d'un edifici d'Olot (Garrotxa).

## Descripció
Al carrer Pere a. Soler es troba la tribuna d'esbarjo d'una de les cases de la plaça Palau. Entre els dos edificis hi ha un ampli jardí amb boniques figures de terracota pintades i vidriades contemporànies a la construcció de la casa. La tribuna disposa de planta baixa, amb la porta d'entrada i dos locals més, un d'ells convertir en bar. En el primer pis hi veiem l'ampla tribuna, sostinguda per pilars de base quadrada i capitells llisos. Les baranes són d'estuc amb motius de fullatges estilitzats. L'entaulament està decorat amb motius circulars d'estuc i franges llisses. El teulat és a una aigua sostinguda per bigues de formigó i llates de fusta. No fa gaires anys es va construir un pis damunt d'un dels locals comercials agafant part de l'espai de la tribuna desfigurant l'harmonia del conjunt.

## Història
Entre els anys 1860 i 1880 es realitza la urbanització del carrer Mulleres i de la sortida de l'Horta del Carme (avui P. A. Soler). A Olot treballaven els següents mestres d'obres: Pujol, Salvat i Codormí, etc. a més d'algun arquitecte gironí com Sureda. El creixement de la capital de la Garrotxa es fa igualment pels sectors de Sant Roc, el Firal i la plaça Palau. Això no obstant, els projectes de més envergadura d'aquest moment són la plaça Clarà i el passeig de Barcelona.